# Кирило-Мефодіївська вулиця
Кири́ло-Мефо́діївська ву́лиця — вулиця в Шевченківському районі Києва, місцевість Шулявка. Пролягає від Провіантської вулиці до вулиці Богдана Гаврилишина.
Прилучаються Старокиївська вулиця, Старокиївський і Мефодіївський провулки.

## Історія
Вулиця відома з 1-ї половини XX століття під назвою Мефодіївська. Сучасна назва на честь проповідників Кирила та Мефодія — з 1963 року.

## Зображення

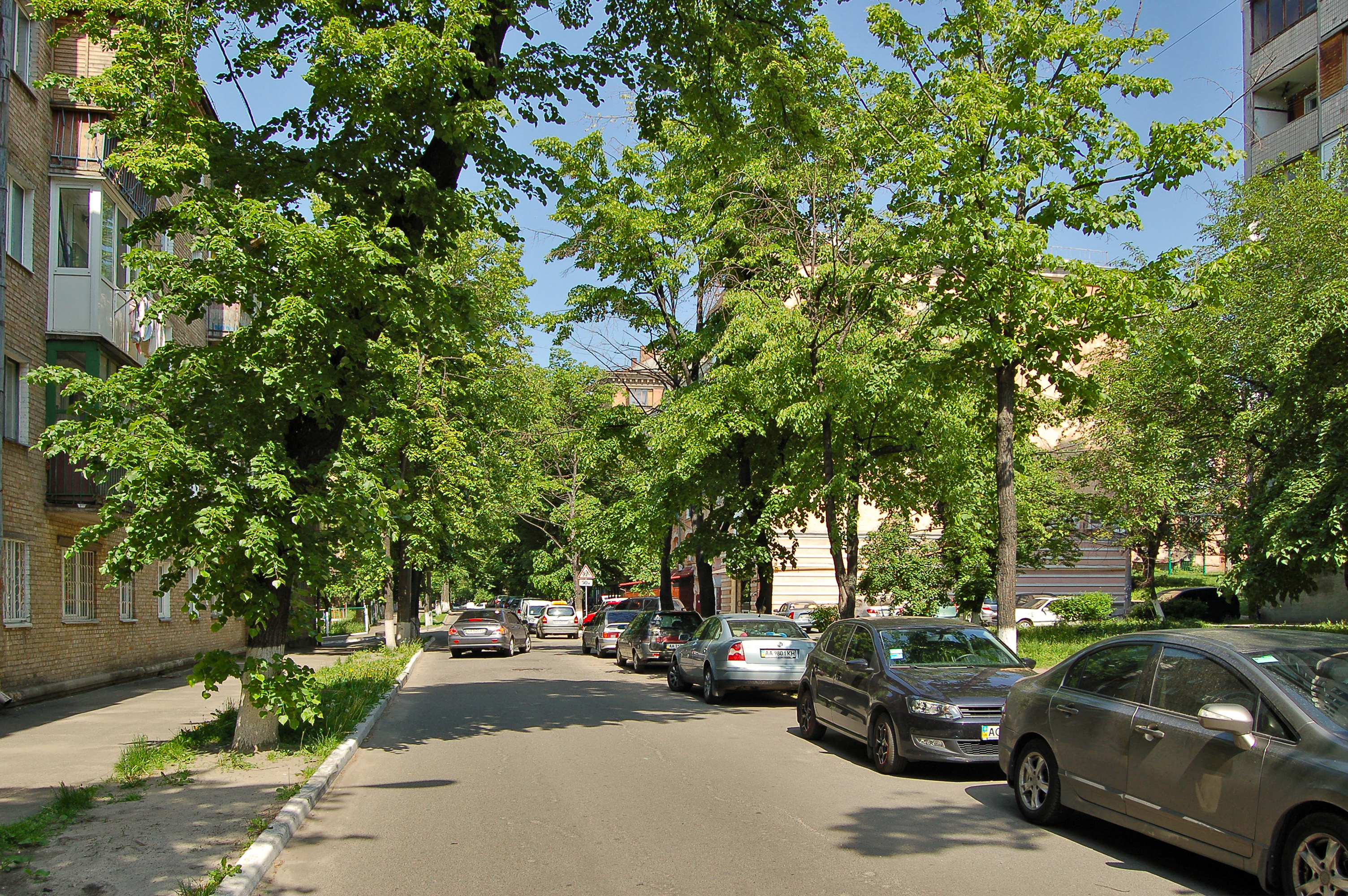
Кирило-Мефодіївська вулиця
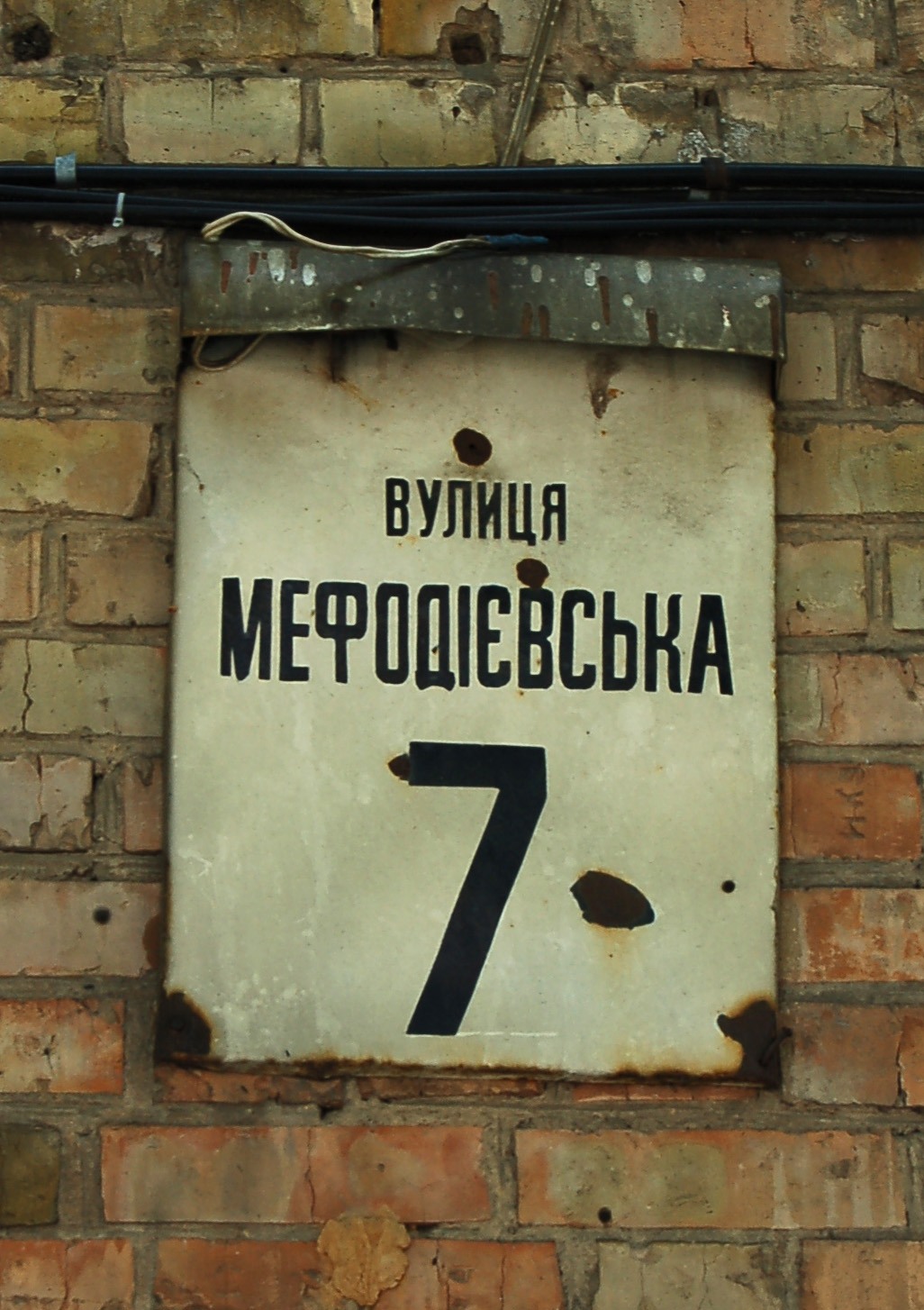
Адресна табличка із попередньою назвою вулиці